# Gevrey-chambertin (AOC)
Pour l’article homonyme, voir Gevrey-Chambertin.
Le gevrey-chambertin est un vin français d'appellation d'origine contrôlée produit sur une partie de la commune de Gevrey-Chambertin et de Brochon, en Côte-d'Or. Il s'agit d'un vin de Bourgogne, sur la côte de Nuits.

## Histoire

### Antiquité
La vigne a été cultivée très tôt en Bourgogne. Mais c'est à Gevrey-Chambertin que les recherches archéologiques ont permis de découvrir les premières vignes gallo-romaines, qui datent du Ier siècle avant notre ère.
En 2008, lors de l'agrandissement d'une zone pavillonnaire, 316 fosses ont été mises au jour, alignées en rang sur 6 000 mètres carrés, dans lesquelles on a repéré la trace de 120 ceps et où l'on peut voir en coupe le vide laissé par le tronc et les racines du pied de vigne. Cette découverte accrédite les préconisations de Pline l'Ancien et de Columelle. Comme aujourd'hui, les vignes étaient plantées en rang, mais le choix et l'exposition des terrains étaient différents, puisque les vignes gallo-romaines étaient situées dans les plaines, au lieu des coteaux de la majorité des Côtes de Nuits actuelles. De plus, les goûts devaient être différents, puisque les gallo-romains ajoutaient au vin des épices, notamment pour assurer leur conservation,.
En 92, l’édit de l'empereur romain Domitien interdit la plantation de nouvelles vignes hors d’Italie. Il fit arracher partiellement les vignes en Gaule afin d’éviter la concurrence. Le vignoble résultant suffisait aux besoins locaux. Mais Probus annula cet édit en 280. En 312, un disciple d'Eumène rédigea la première description du vignoble de la Côte d'Or.

### Moyen Âge

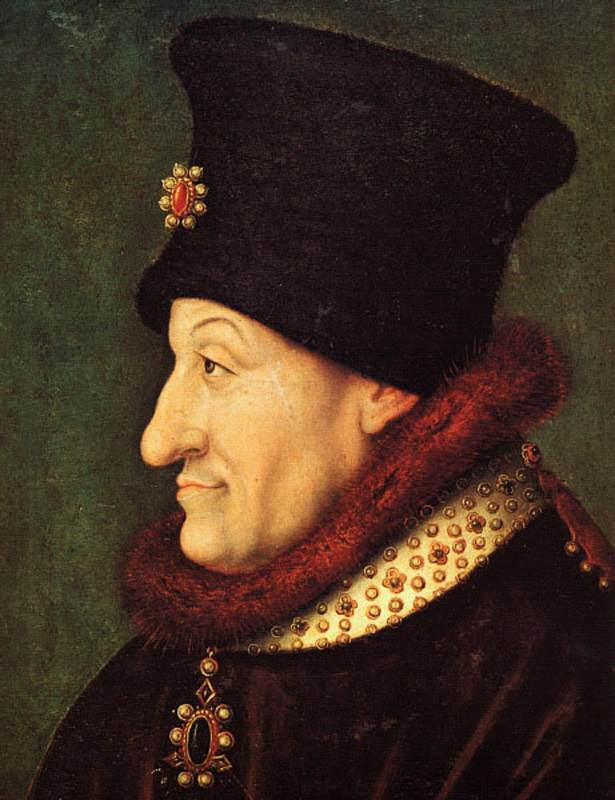
Philippe II le Hardi.

Le Clos de Bèze a été planté par les moines de l'abbaye de Bèze qui, en 630, l'avaient reçu du duc Amalgaire. Dès le début du VIe siècle, l’implantation du christianisme avait favorisé l’extension de la vigne par la création d’importants domaines rattachés aux abbayes. Ainsi l'abbaye de Cîteaux (créée en 1098) avec des plantations en Côte d'Or. Les moines de Bèze baptisèrent la « Chapelle-Chambertin » en 1155, quand ils y construisirent une chapelle. Le Chambertin doit son nom à un paysan nommé Bertin, propriétaire d'un terrain voisin des vignes du Clos de Bèze, cultivées par les moines de l'abbaye du même nom. Bertin pensa que ce terrain devait, lui aussi, produire un bon vin. Peu après, le vin du « champ de bertin » fut bientôt aussi célèbre que celui du Clos de Bèze. À la mort de Bertin, les moines achetèrent ses vignes et la réputation de ce vin grimpa.
En l'an 1395, Philippe le Hardi décida d’améliorer la qualité des vins et interdit la culture du gamay au profit du pinot noir sur ses terres. Enfin en 1416, Charles VI fixa par un édit les limites de production du vin de Bourgogne. En 1422, d'après les archives, les vendanges eurent lieu en côte de Nuits au mois d'août. À la mort de Charles le Téméraire, le vignoble de Bourgogne fut rattaché à la France, sous le règne de Louis XI.

### Période moderne
Aussi, en 1700, l'intendant Ferrand rédigea-t-il un « Mémoire pour l'instruction du duc de Bourgogne » lui indiquant que dans cette province les vins les meilleurs provenaient des « vignobles [qui] approchent de Nuits et de Beaune ».

### Période contemporaine

#### XIXesiècle

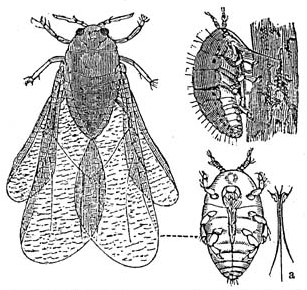
Phylloxéra

Le chambertin atteignit son heure de gloire sous Napoléon qui en fit son vin préféré. La prédilection de Napoléon pour le chambertin date probablement de l'époque où, jeune officier d'artillerie, il séjourna quelque temps en Côte-d'Or. En 1798, il affectionnait déjà tellement ce vin qu'il ne lui était infidèle, parfois, que pour une coupe de champagne. Bourienne raconte qu'avant son départ pour l'Égypte, il avait fait une bonne provision de vins de Bourgogne ; et plusieurs de ses caisses ont traversé deux fois le désert et le reste des vins ramenés à Fréjus avaient le même goût qu'au départ. Plus tard, c'est la maison Soupé et Pierrugues qui livrait régulièrement à Napoléon son chambertin. Napoléon se faisait livrer habituellement un chambertin de 5 à 6 ans d'âge et en buvait une demi-bouteille à chaque repas.
Dans les décennies 1830-1840, la pyrale survint et attaqua les feuilles de la vigne. Elle fut suivie d'une maladie cryptogamique, l'oïdium. Le millésime 1865 a donné des vins aux teneurs naturelles en sucres très élevées et des vendanges assez précoces.
À la fin du XIXe siècle arrivèrent deux nouveaux fléaux de la vigne. Le premier fut le mildiou, autre maladie cryptogamique, le second le phylloxéra. Cet insecte térébrant venu d'Amérique mit très fortement à mal le vignoble. Après de longues recherches, on finit par découvrir que seul le greffage permettrait à la vigne de pousser en présence du phylloxéra.

#### XXesiècle
Le mildiou provoque un désastre considérable en 1910. Henri Gouges avait rejoint au niveau national le combat mené par le sénateur Joseph Capus et le baron Pierre Le Roy de Boiseaumarié qui allait aboutir à la création des appellations d'origine contrôlée. Il devint le bras droit du baron à l'INAO. Ainsi c'est en 1936 que l'appellation décrocha son AOC, et 1937 pour ses grands crus. Apparition de l'enjambeur dans les années 1960-1970, qui remplace le cheval. Les techniques en viticulture et œnologie ont continué à évoluer par la suite: vendange en vert, table de triage, cuve en inox, pressoir électrique puis pneumatique....

#### XXIesiècle
En 2003, du fait d'une canicule particulièrement intense, les vendanges débutèrent pour certains domaines à la mi-août, soit un mois d'avance sur les dates habituelles. Une telle précocité pour les vendanges ne s'était pas vue depuis 1422 et 1865, d'après les archives.

## Situation géographique
Le vignoble s'étend sur les communes de Gevrey-Chambertin et de Brochon entre Morey-Saint-Denis et Fixin sur la route des Grands Crus sur la côte de Nuits, à 15 km au sud de Dijon et 15 km au nord de Nuits-Saint-Georges.

### Géologie et orographie
À Gevrey-Chambertin, débute un affleurement de « calcaire de Prémeaux ». Cette couche géologique se poursuit sur un plan synclinal jusqu'à Premeaux-Prissey. C'est sur cette unité géologique que l'on trouve les deux grands crus historiques de Gevrey : chambertin et chambertin-clos-de-bèze (les deux seuls grands crus à avoir eu droit de placer le nom de « Chambertin » en premier).
Le reste du vignoble de Gevrey entoure ces deux crus, c'est-à-dire les autres grands crus (chapelle-chambertin, charmes-chambertin, mazis-chambertin, griotte-chambertin, latricières-chambertin, ruchottes-chambertin, mazoyères-chambertin), puis au-delà les premiers crus (gevrey-chambertin premier cru) et l'appellation-village (gevrey-chambertin) :
- pour les grands crus, ils sont sur un long coteau posé sur de la roche dure ; terre brune avec limons et éboulis graveleux sur le haut, calcaire à teneur argileuse sur le versant ;
- les premiers crus occupent la partie haute de la Côte avec des sols bruns calcaires peu épais, ainsi que le coteau bien exposé de la combe de Lavaux ;
- l'appellation village s'étend sur des sols bruns calciques et bruns calcaires, situés à l'ouest en contrebas des crus.

### Climat
C'est un climat tempéré à légère tendance continentale.
Valeurs climatique de Dijon, car Gevrey-Chambertin est situé juste au sud de cette ville.
Pour la ville de Dijon (316 m), les valeurs climatiques jusqu'à 1990 :
| Mois                              | jan. | fév. | mars | avril | mai  | juin | jui. | août | sep. | oct. | nov. | déc. | année |
| --------------------------------- | ---- | ---- | ---- | ----- | ---- | ---- | ---- | ---- | ---- | ---- | ---- | ---- | ----- |
| Température minimale moyenne (°C) | −1   | 0,1  | 2,2  | 5     | 8,7  | 12   | 14,1 | 13,7 | 10,9 | 7,2  | 2,5  | −0,2 | 6,3   |
| Température moyenne (°C)          | 1,6  | 3,6  | 6,5  | 9,8   | 13,7 | 17,2 | 19,7 | 19,1 | 16,1 | 11,3 | 5,6  | 2,3  | 10,5  |
| Température maximale moyenne (°C) | 4,2  | 7    | 10,8 | 14,7  | 18,7 | 22,4 | 25,3 | 24,5 | 21,3 | 15,5 | 8,6  | 4,8  | 14,8  |
| Précipitations (mm)               | 49,2 | 52,5 | 52,8 | 52,2  | 86,3 | 62,4 | 51   | 65,4 | 66,6 | 57,6 | 64,2 | 62   | 732,2 |

## Vignoble

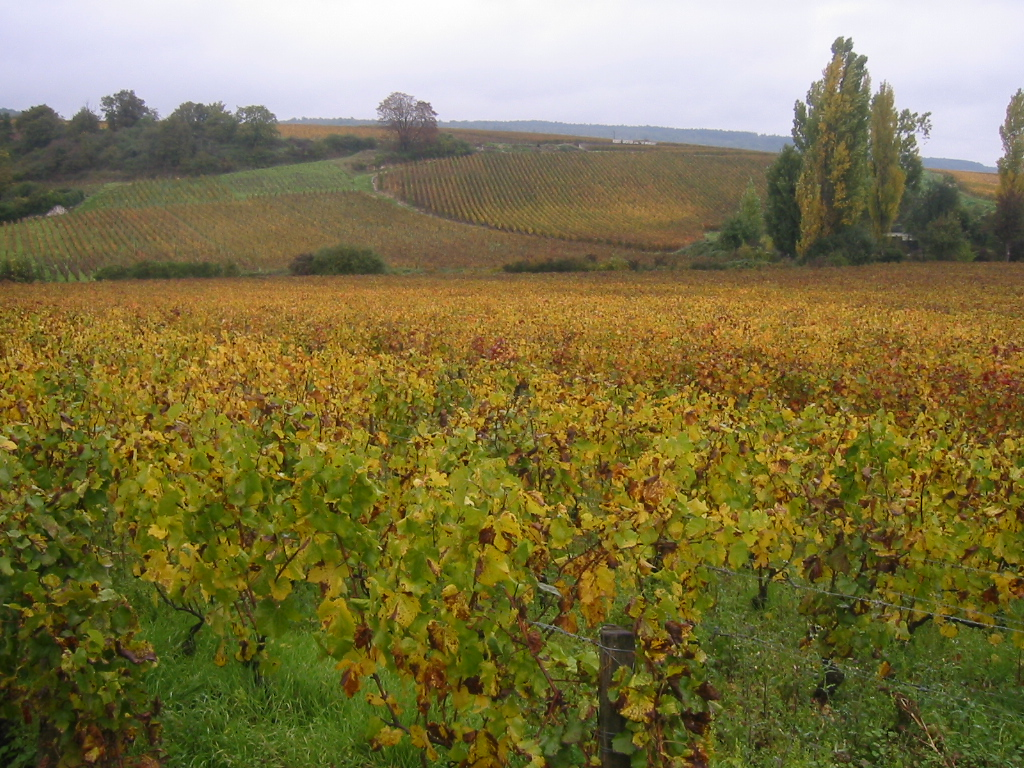
Le vignoble de Gevrey-Chambertin en automne.

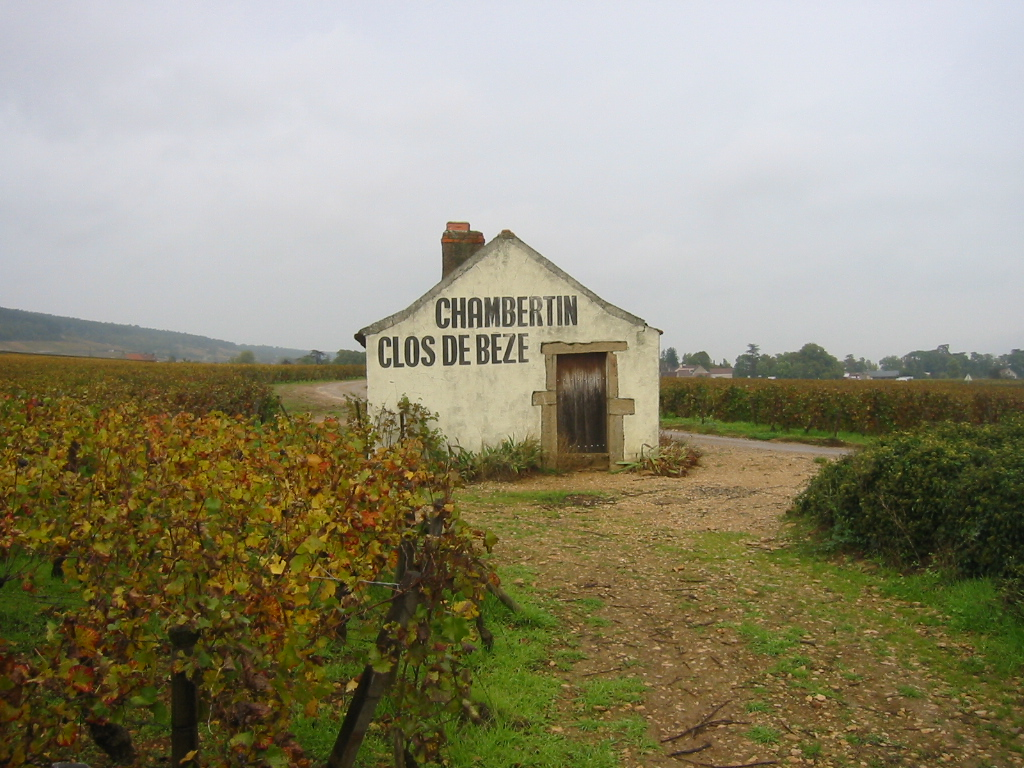
Le clos de Bèze.

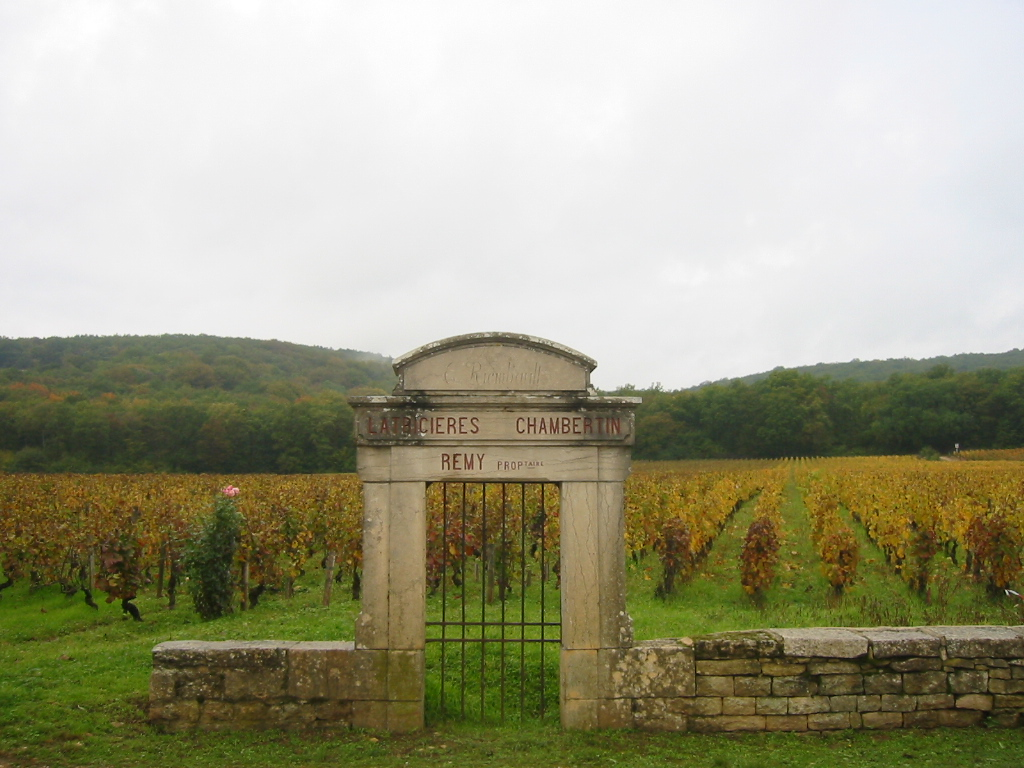
Le clos des Latricières.

### Présentation
Le vignoble de Gevrey-Chambertin est un des plus prestigieux du vignoble de Bourgogne et même du  vignoble français et mondial. Il produit à lui tout seul neuf des 32 grands crus AOC du vignoble de Bourgogne, pour un total de 88,39 hectares. En volume cela donne 3 060 hectolitres de vin rouge sous les appellations suivantes :
- chambertin (15,00 hectares)[24] ;
- chambertin-clos-de-bèze (14,40 hectares)[24] ;
- chapelle-chambertin (5,49 hectares)[24] ;
- charmes-chambertin (29,57 hectares)[24] ;
- mazis-chambertin (9,27 hectares)[24] ;
- griotte-chambertin (2,27 hectares)[24] ;
- latricières-chambertin (7,05 hectares)[24] ;
- ruchottes-chambertin (3,07 hectares)[24] ;
- mazoyères-chambertin (1,83 hectare)[24].

L'appellation gevrey-chambertin comprend plusieurs premiers crus, couvrant une superficie de 78,24 hectares, pour une production de 3 259 hectolitres.
L'appellation village sans mention d'un premier cru couvre une superficie de 355,67 hectares, pour une production de 16 827 hectolitres.

### Climats
Les premiers crus : La Bossière, La Romanée, Poissenot, Estournelles-Saint-Jacques, Clos des Varoilles, Lavaux Saint-Jacques, Les Cazetiers, Clos du Chapitre, Clos Saint-Jacques, Champeaux, Petits Cazetiers, Combe aux Moines, Les Goulots, Aux Combottes, Bel Air, Cherbaude, Petite Chapelle, En Ergot, Clos Prieur, La Perrière, Au Closeau, Issarts, Les Corbeaux, Craipillot, Fonteny et Champonnet.

### Encépagement
Le pinot noir compose exclusivement les vins rouges de l'AOC. Il est constitué de petites grappes denses, en forme de cône de pin composées de grains ovoïdes, de couleur bleu sombre. C'est un cépage délicat, qui est sensible aux principales maladies et en particulier au mildiou, au rougeot parasitaire, à la pourriture grise (sur grappes et sur feuilles), et au cicadelles. Ce cépage, qui nécessite des ébourgeonnages soignés, a tendance à produire un nombre important de grapillons. Il profite pleinement du cycle végétatif pour mûrir en première époque. Le potentiel d'accumulation des sucres est élevé pour une acidité juste moyenne et parfois insuffisante à maturité. Les vins sont assez puissants, riches, colorés, de garde. Ils sont moyennement tanniques en général.

### Méthodes culturales

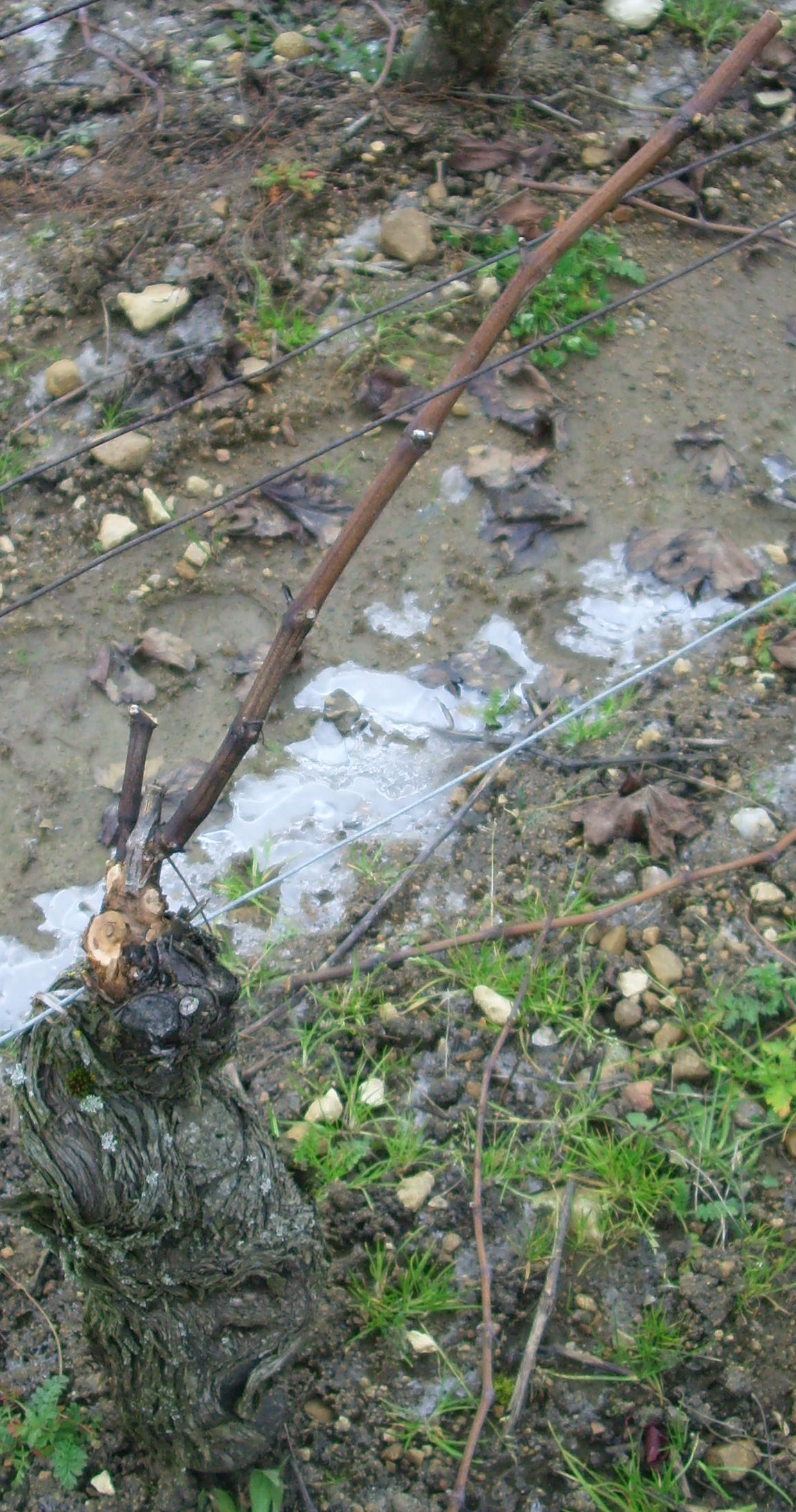
Pied de vigne taillé en Guyot simple

#### Travail manuel
Ce travail commence par la taille, en « guyot simple », avec une baguette de cinq à huit yeux et un courson de un à trois yeux. Le tirage des sarments suit la taille. Les sarments sont enlevés et peuvent être brûlés ou mis au milieu du rang pour être broyés. On passe ensuite aux réparations. Puis vient le pliage des baguettes. Éventuellement, après le pliage des baguettes, une plantation de nouvelles greffes est réalisée. L'ébourgeonnage peut débuter dès que la vigne a commencé à pousser. Cette méthode permet, en partie, de réguler les rendements. Le relevage est pratiqué lorsque la vigne commence à avoir bien poussé. En général, deux à trois relevages sont pratiqués. La vendange en vert est pratiquée de plus en plus dans cette appellation. Cette opération est faite dans le but de réguler les rendements et surtout d'augmenter la qualité des raisins restants. Pour finir avec le travail manuel à la vigne, se réalise l'étape importante des vendanges.

#### Travail mécanique
L'enjambeur est d'une aide précieuse. Les différents travaux se composent du broyage des sarments, réalisé lorsque les sarments sont tirés et mis au milieu du rang. De trou fait à la tarière, là où les pieds de vignes sont manquants, en vue de planter des greffes au printemps. De labourage ou griffage, réalisé dans le but d'aérer les sols et de supprimer des mauvaises herbes. De désherbage fait chimiquement pour tuer les mauvaises herbes. De plusieurs traitements des vignes, réalisés dans le but de les protéger contre certaines maladies cryptogamiques (mildiou, oïdium, pourriture grise, etc.) et certains insectes (eudémis et cochylis). De plusieurs rognages consistant à reciper ou couper les branches de vignes (rameaux) qui dépassent du système de palissage. Des vendanges mécaniques se réalisant avec une machine à vendanger ou une tête de récolte montée sur un enjambeur.

### Rendements
Les rendements sont de l'ordre de 40 hectolitres par hectare pour les vins rouges et 45 hectolitres par hectare pour les vins blancs.

## Vins

### Titres alcoométriques volumique minimal et maximal
| AOC                           | Rouge   | Rouge   |
| Titre alcoométrique volumique | minimal | maximal |
| Village                       | 10,5 %  | 13,5 %  |
| Premier cru                   | 11 %    | 14 %    |

### Vinification et élevage
Voici les méthodes générales de vinification de cette appellation. Il existe cependant des petites différences de méthode entre les différents viticulteurs et négociants.

#### Vinification en rouge
La récolte des raisins se fait à maturité et de façon manuelle ou mécanique. La vendange manuelle est le plus souvent triée, soit à la vigne soit à la cave avec une table de tri, ce qui permet d'enlever les grappes pourries ou insuffisamment mûres. La vendange manuelle est généralement éraflée puis mise en cuve. Une macération pré-fermentaire à froid est quelquefois pratiquée. La fermentation alcoolique peut démarrer, le plus souvent après un levurage. Commence alors le travail d'extraction des polyphénols (tanins, anthocyanes) et autres éléments qualitatifs du raisin (polysaccharides etc.). L'extraction se faisait par pigeage, opération qui consiste à enfoncer le chapeau de marc dans le jus en fermentation à l'aide d'un outil en bois ou aujourd'hui d'un robot pigeur hydraulique. Plus couramment, l'extraction est conduite par des remontages, opération qui consiste à pomper le jus depuis le bas de la cuve pour arroser le chapeau de marc et ainsi lessiver les composants qualitatifs du raisin. Les températures de fermentation alcoolique peuvent être plus ou moins élevées suivant les pratiques de chaque vinificateur avec une moyenne générale de 28 à 35 degrés au maximum de la fermentation. La chaptalisation est réalisée si le degré naturel est insuffisant : cette pratique est réglementée. À l'issue de la fermentation alcoolique suit l'opération de décuvage qui donne le vin de goutte et le vin de presse. La fermentation malolactique se déroule après mais est dépendante de la température. Le vin est soutiré et mis en fût ou cuve pour son élevage. L'élevage se poursuit pendant plusieurs mois (12 à 24 mois) puis le vin est collé, filtré et mis en bouteilles.

### Terroir et vins
Les vins rouges de Gevrey-Chambertin sont des vins très colorés, puissants, aux arômes et saveurs intenses évoquant entre autres le cassis, cerise, musc, réglisse...

### Gastronomie, garde et température de service
La puissance des vins rouges de Gevrey-Chambertin s'associe avec une cuisine corsée et élaborée : Viande rouge grillée, gigot de mouton, bœuf bourguignon, civet de lapin, coq au vin, coq au chambertin, fromages puissants, époisses, etc. (cuisine bourguignonne)
Les vins de Gevrey-Chambertin sont des vins de longue garde surtout pour les premiers et grands crus (10 à 20 ans et plus pour les exceptions et selon le millésime)
- Vin jeune : entre 12 et 14°,
- Vin plus âgé : entre 15 et 16°.

## Économie

### Structure des exploitations

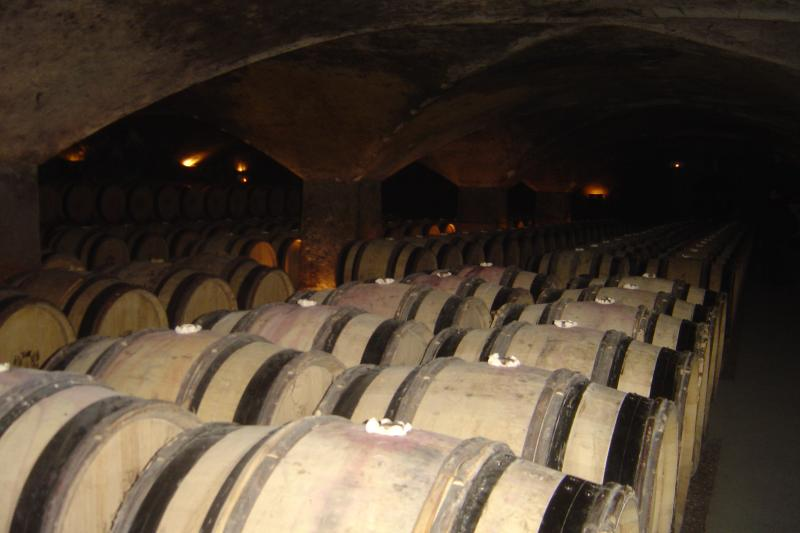
Cave de viticulteur de Gevrey-Chambertin

Il existe des domaines de tailles différentes. Ces domaines mettent tout ou une partie de leurs propres vins en bouteilles et s'occupent aussi de le vendre. Les autres, ainsi que ceux qui ne vendent pas tous leurs vins en bouteilles, les vendent aux maisons de négoce.
Les maisons de négoce achètent leurs vins, en général, en vin fait (vin fini) mais parfois en raisin ou en moût. Elles achètent aux domaines et passent par un courtier en vin qui sert d'intermédiaire moyennant une commission de l'ordre de 2 % à la charge de l'acheteur.

### Commercialisation
La commercialisation de cette appellation se fait par divers canaux de vente : dans les caveaux du viticulteur, dans les salons des vins (vignerons indépendants, etc.), dans les foires gastronomiques, par exportation, dans les Cafés-Hôtels-Restaurants (C.H.R), dans les grandes et moyennes surfaces (G.M.S).

### Les producteurs de l'appellation
Le domaine Trapet Père et fils (membre de l'association des Domaines Familiaux de Tradition), le domaine Philippe Leclerc, le domaine Armand Rousseau, le domaine Charlopin, la Maison Faiveley, le domaine Isabelle Lippe, le domaine Henri Rebourseau...

## Photos du vignoble de Gevrey-Chambertin

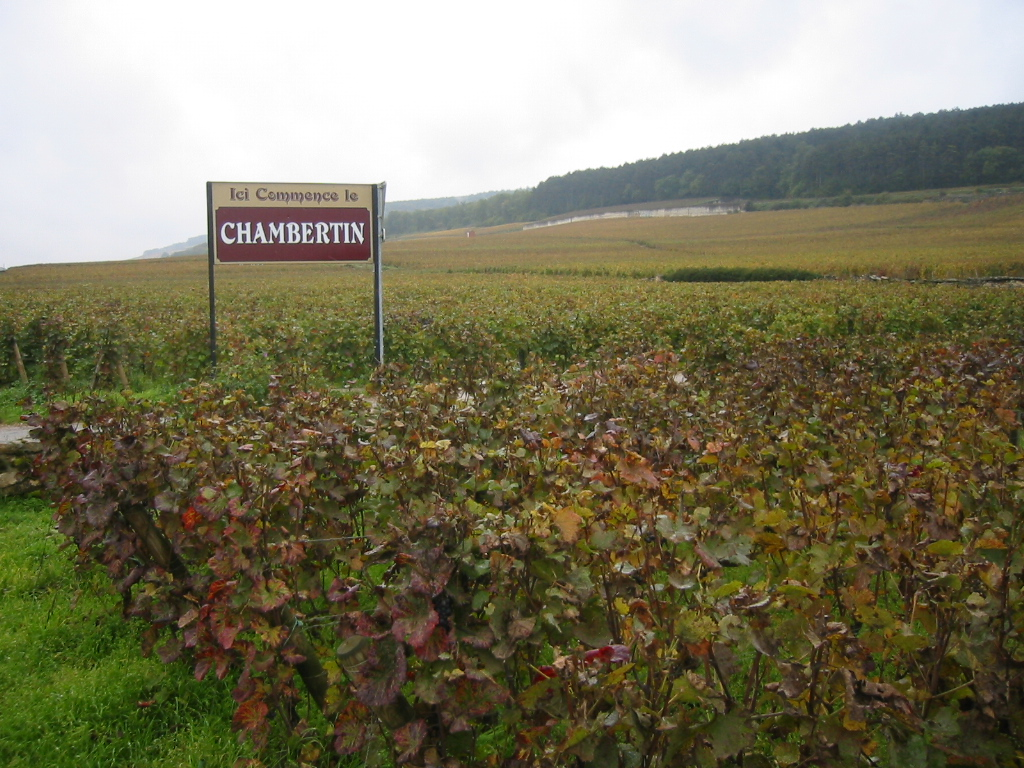
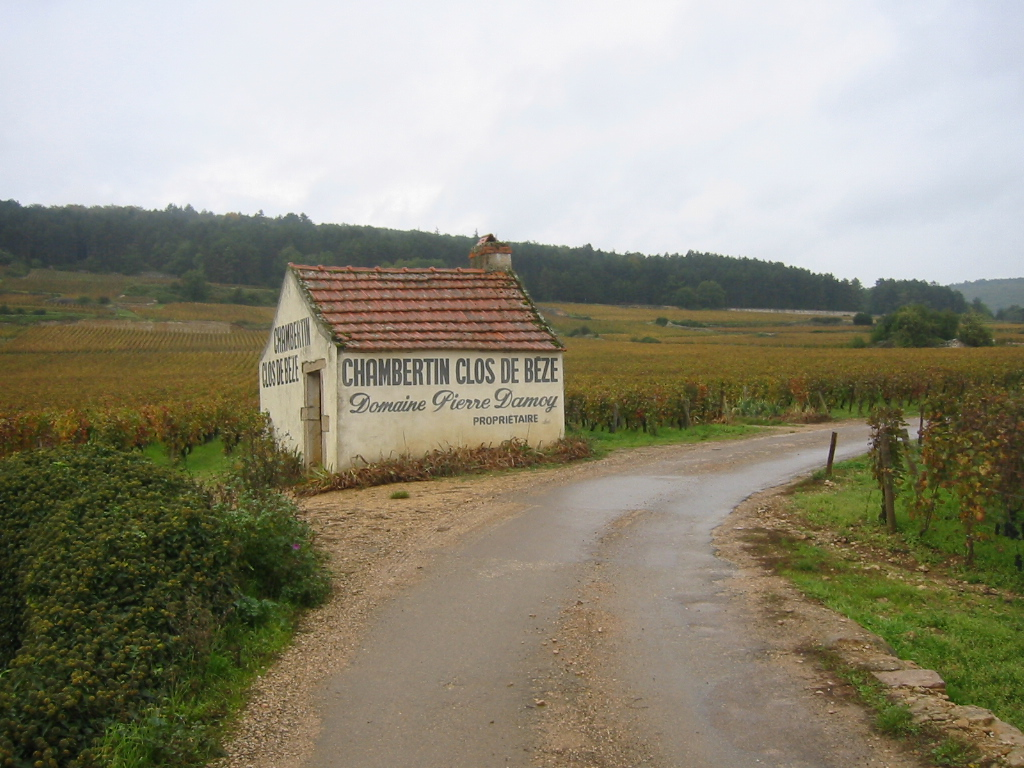
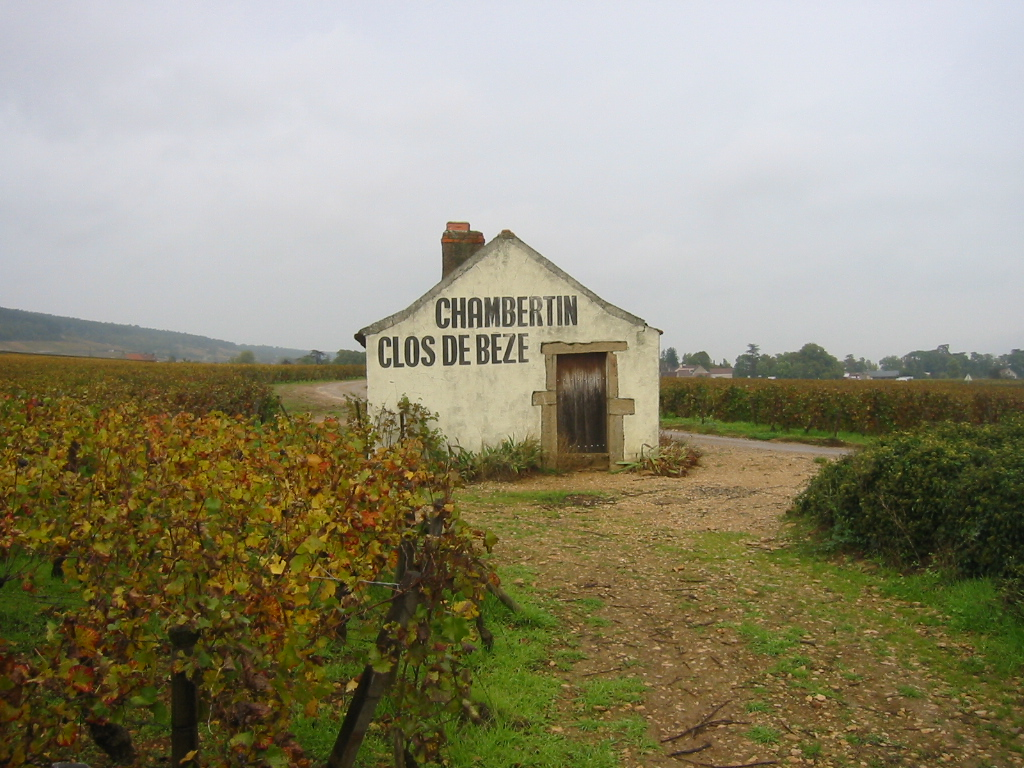
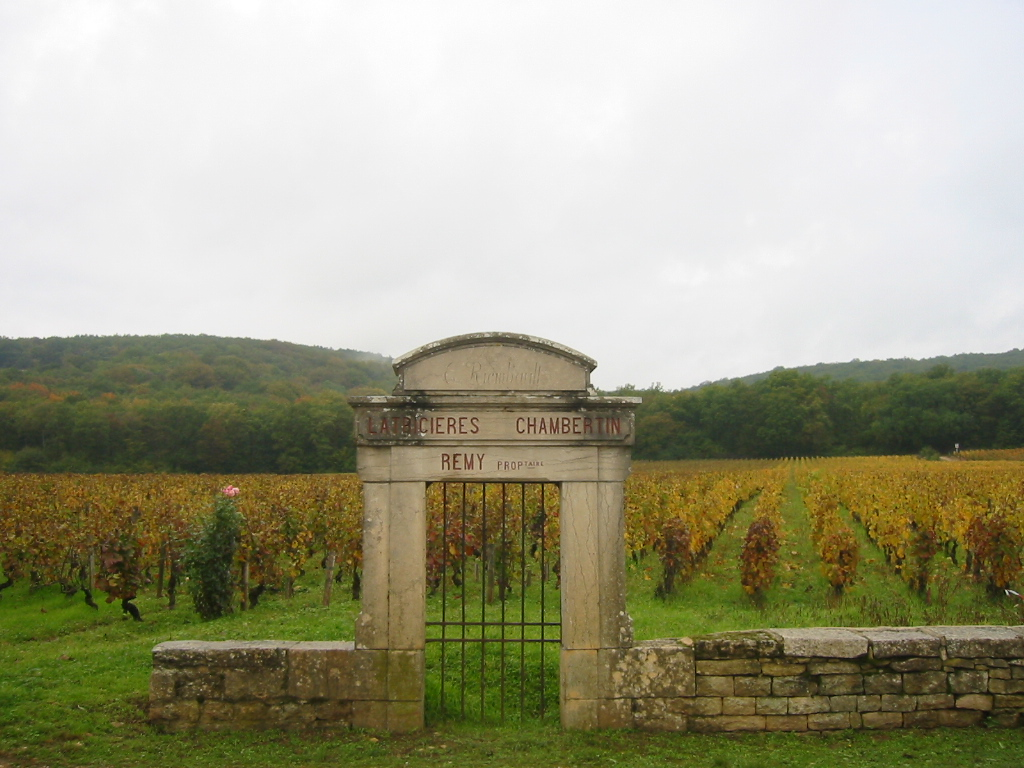
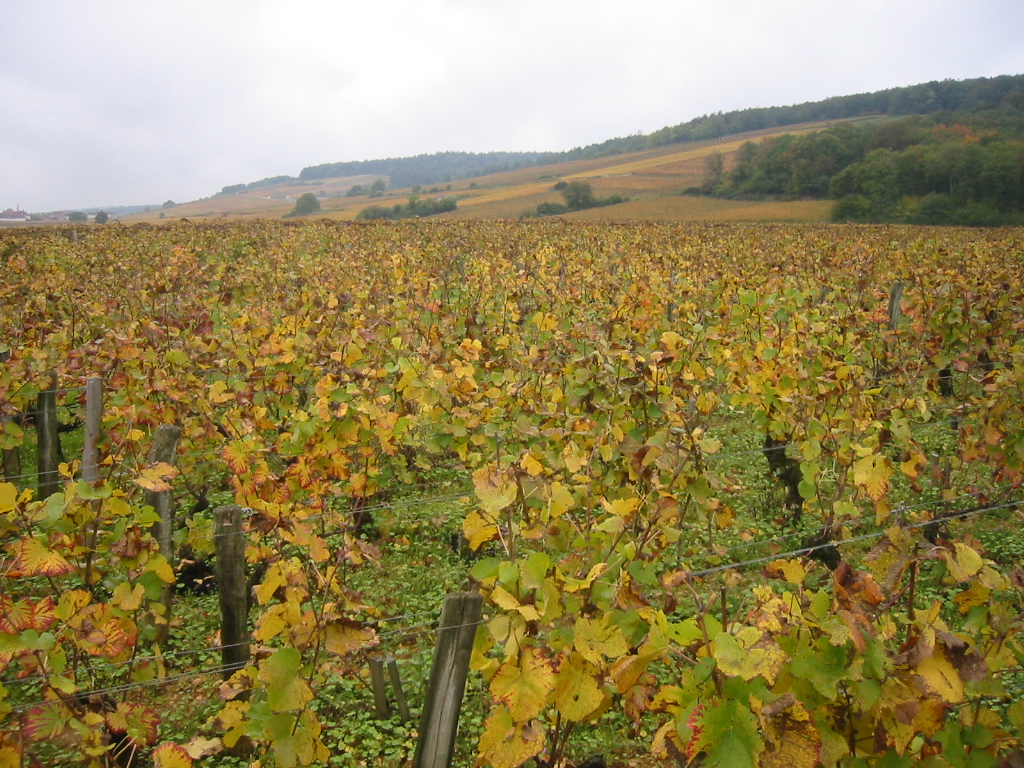
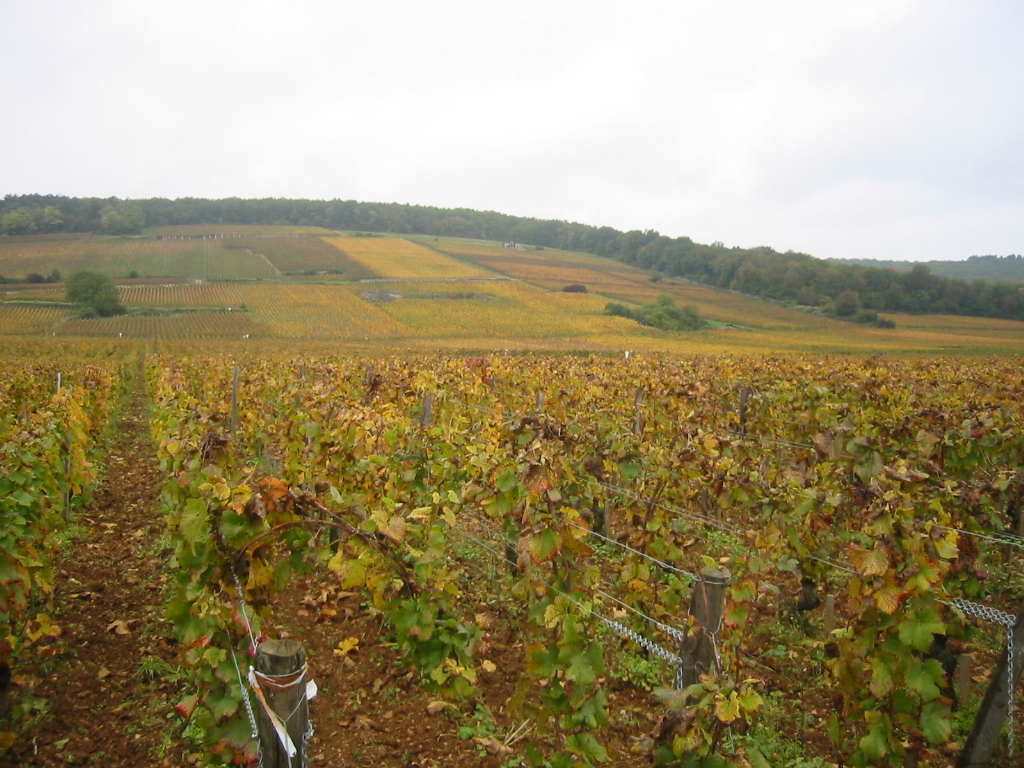
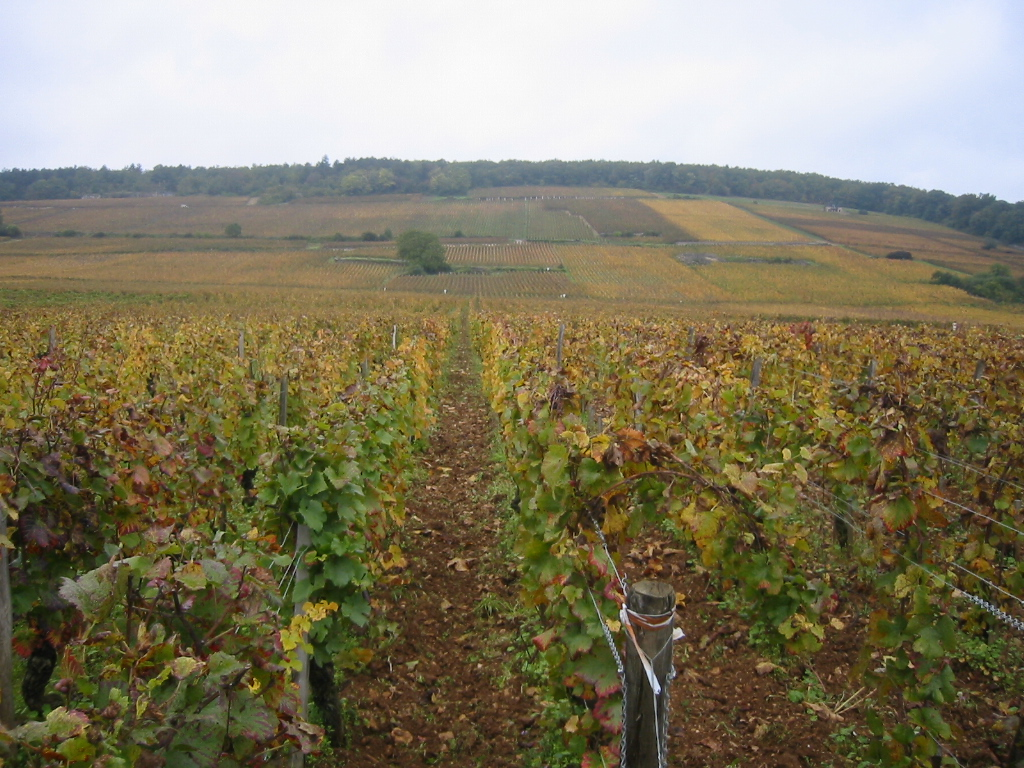
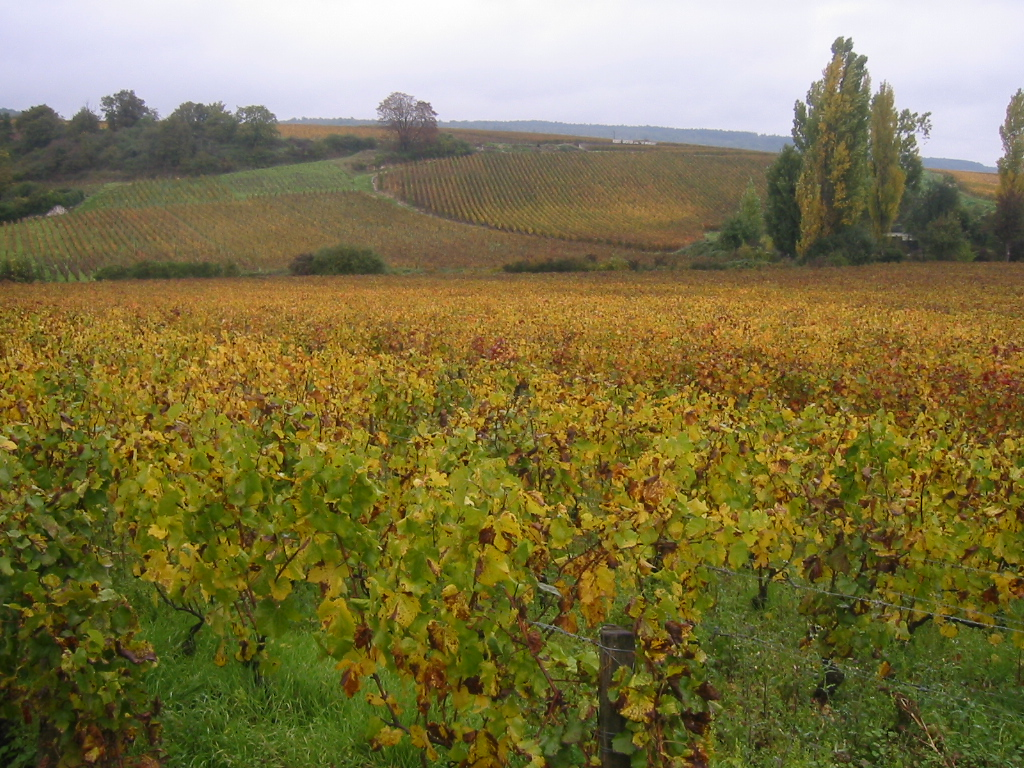
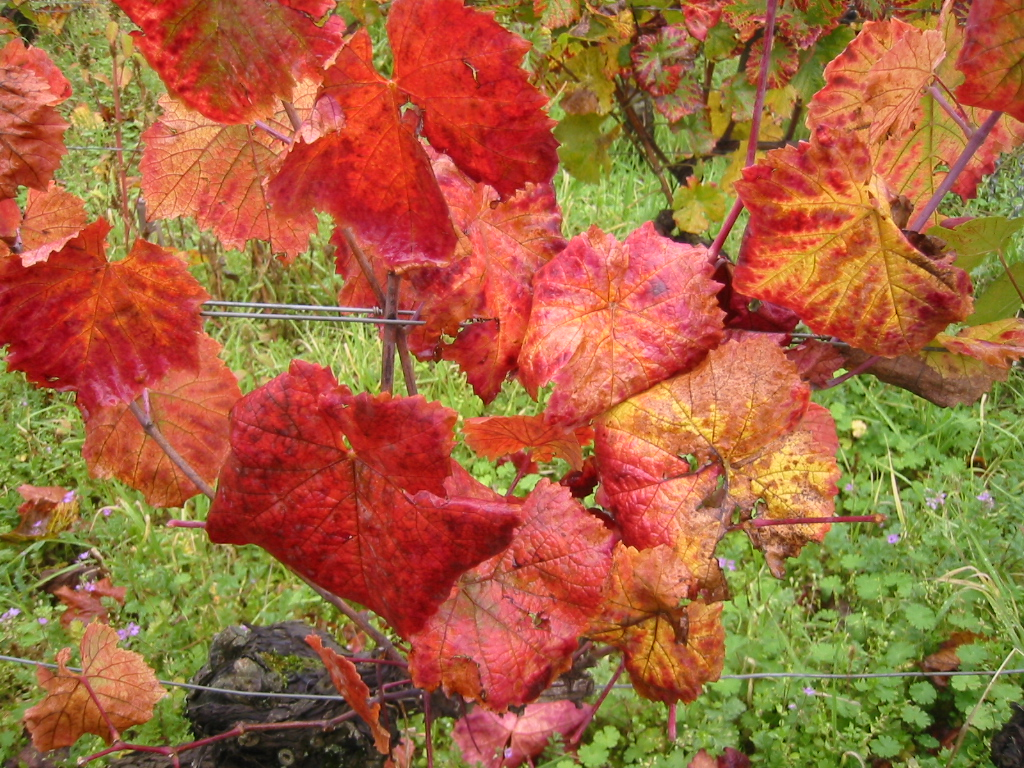
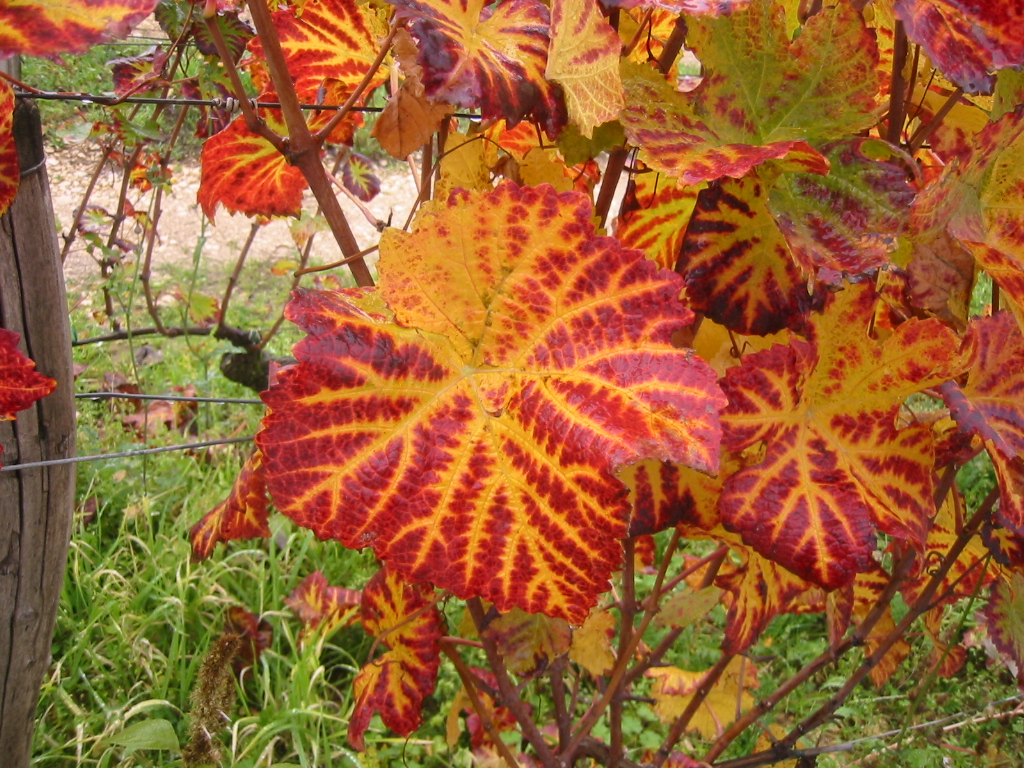
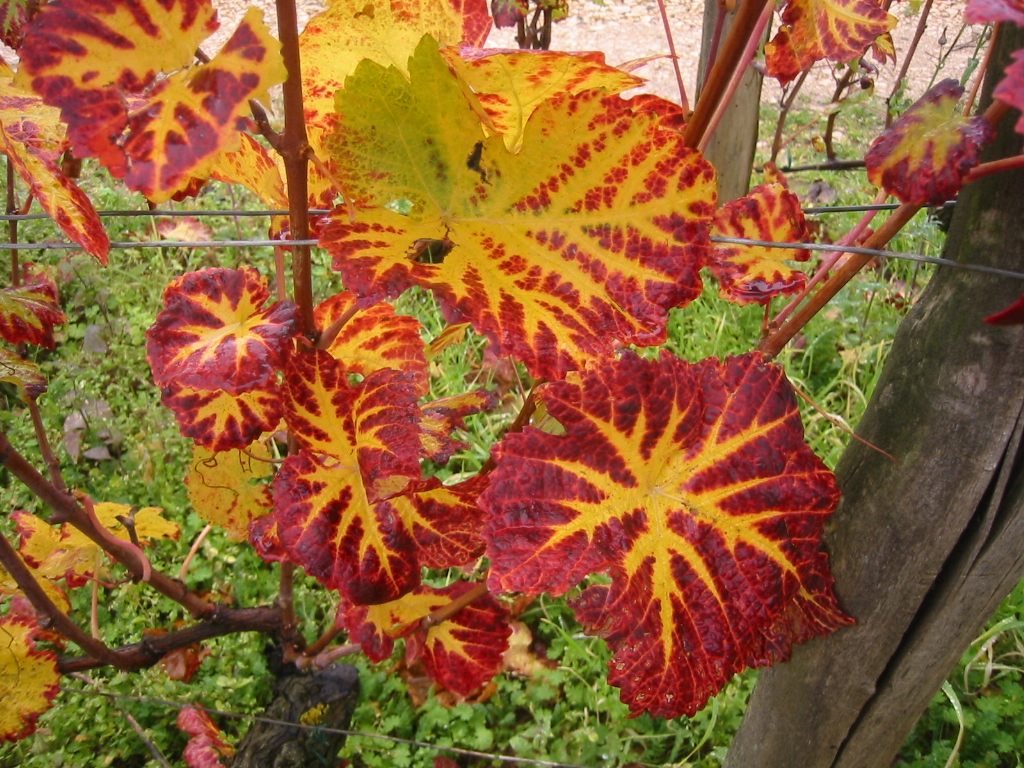